# صوفي مينتر
صوفي مينتر (بالألمانية: Sophie Menter )‏ (و. 1846 – 1913 م) هي عازفة بيانو، ومعلمة موسيقى، وأستاذة جامعية، وملحنة ألمانية، ولدت في ميونخ، تستخدم آلات بيانو، توفيت عن عمر يناهز 67 عاماً.

## روابط خارجية
- صوفي مينتر على موقع ميوزك برينز (الإنجليزية)
- صوفي مينتر على موقع ديسكوغز (الإنجليزية)